# Kasteel Gravenhof

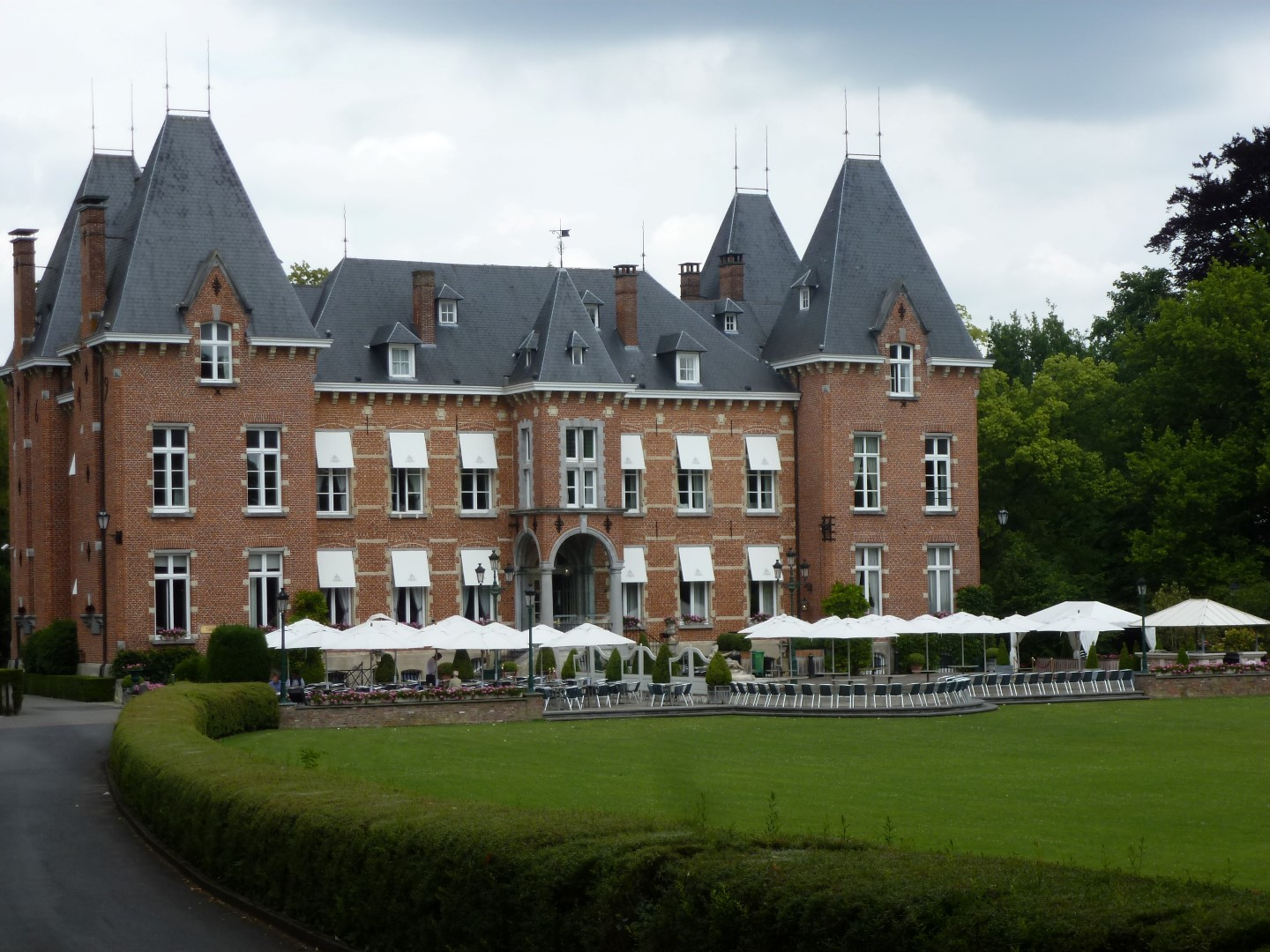
Kasteel Gravenhof

Het Kasteel Gravenhof is een kasteel in de tot de Vlaams-Brabantse gemeente Beersel behorende plaats Dworp, gelegen aan de Alsembergsesteenweg 676.

## Geschiedenis
Hier lag de zetel van de heerlijkheid Kesterbeek dat een leen was van de Hertog van Brabant. Het Hof van Kesterbeek zou in de 17e eeuw een hoeve zijn geweest met daarbij een toren. In de 17e eeuw was het hof vervallen. Ignaas Le Roy kocht het hof en 1649 kocht hij ook de heerlijkheid Dworp zodat beide lenen verenigd werden. Vermoedelijk liet hij in 1649 een nieuw omgracht kasteel bouwen waarbij het Hof van Kesterbeek als neerhof fungeerde. Dit werd in 1650 herbouwd waarbij de oude toren bewaard bleef.
In 1684 werd het kasteel gebrandschat door het leger van koning Lodewijk XIV van Frankrijk. De zoon van Ignaas, Jacques Landelin Le Roy, herbouwde het kasteel. Hiervan bleef het hoofdgebouw en de centrale vierkante toren bewaard. In 1737 werd de toenmalige kasteelheer, Guillaume-François Joseph de Hemptinne, verheven tot baron. Toen hij stierf kwam het aan zijn schoonzoon, graaf Gommart-Ignace-Antoine Cornet de Grez. In 1870 werd de gracht gedempt en in 1878 werden de vier hoektorens gebouwd. Tot begin 20e eeuw bleven leden van deze familie eigenaars van het kasteel en de familie leverde tot 1918 ook meerdere burgemeesters van Dworp. In 1914 trokken de eigenaars al naar Brussel en keerden niet meer naar Dworp terug.
Het kasteel werd tijdens beide wereldoorlogen door de Duitsers gebruikt, daarna kwamen er Russische krijgsgevangenen en, na de Tweede Wereldoorlog, het Foster Parents Plan For War Children.
In 1961 werd het kasteel met 4,5 ha aangekocht door een particulier die er een hotel en feestzalen in uitbaatte onder de naam Gravenhof. De overige 18 ha werden in 1964-1965 verkaveld.

## Gebouw
Het centrale deel (eind 17e eeuw) is in baksteen en zandsteen gebouwd. Het torentje met open ingangsportiek is in de 19e eeuw toegevoegd. De vier zware hoektorens zijn van 1878.
Ten zuiden van het kasteel bevindt zich een koetshuis van 1867. Het domein is vormgegeven als een Engelse landschapstuin. Hier stroomt de Kapittelbeek die op het domein in de Molenbeek uitmondt.